# Никола Манојловић
Никола Манојловић (Београд, 1. децембар 1981) је бивши српски рукометаш. Играо је на позицији левог бека.
Са репрезентацијом Србије је освојио сребрну медаљу на Европском првенству 2012. и учествовао на Олимпијским играма у Лондону. У својој каријери наступао је за већи број клубова: Црвена звезда, Винтертур, Гепинген, Констанца, Рајн–Некар Левен, Горење, Копер, Мешков Брест, Либеке.